# Leland Snow
Leland Snow (? – 20. února 2011) byl zakladatel amerických firem Snow Aeronautical (1955) a později Air Tractor (1972). Obě firmy se angažovaly v leteckém průmyslu, dodávaly na trh zejména zemědělská letadla, v nabídce však nechyběly ani hasicí a víceúčelové typy. Stroje Air Tractor operovaly po celém světě – mimo USA i např. v Kanadě, Mexiku, Austrálii, Novém Zélandu, Střední a Jižní Americe, Africe, Španělsku, Itálii, Chorvatsku, Makedonii, Saúdské Arábii a Jižní Koreji.

## Biografie

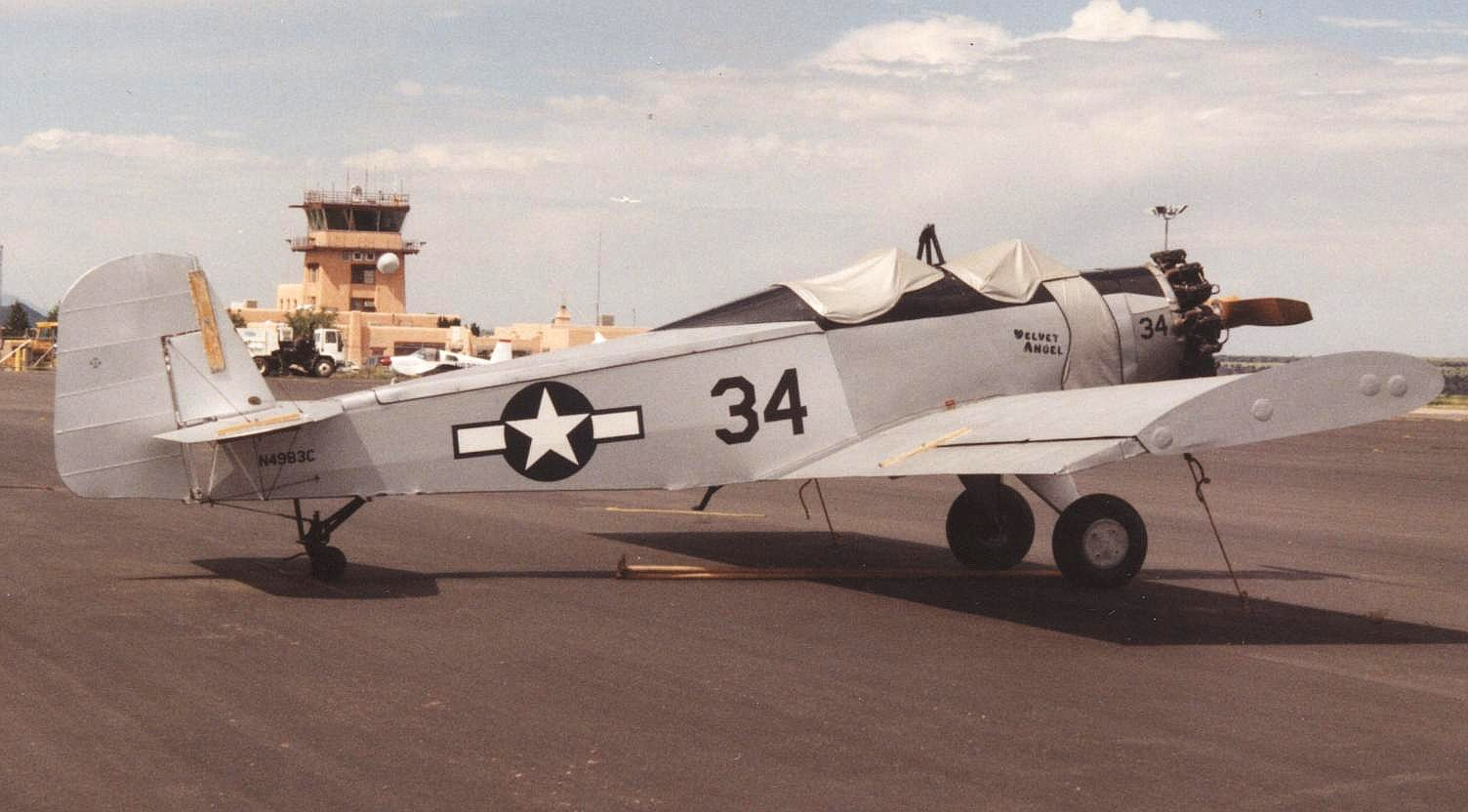
Snow S-2A

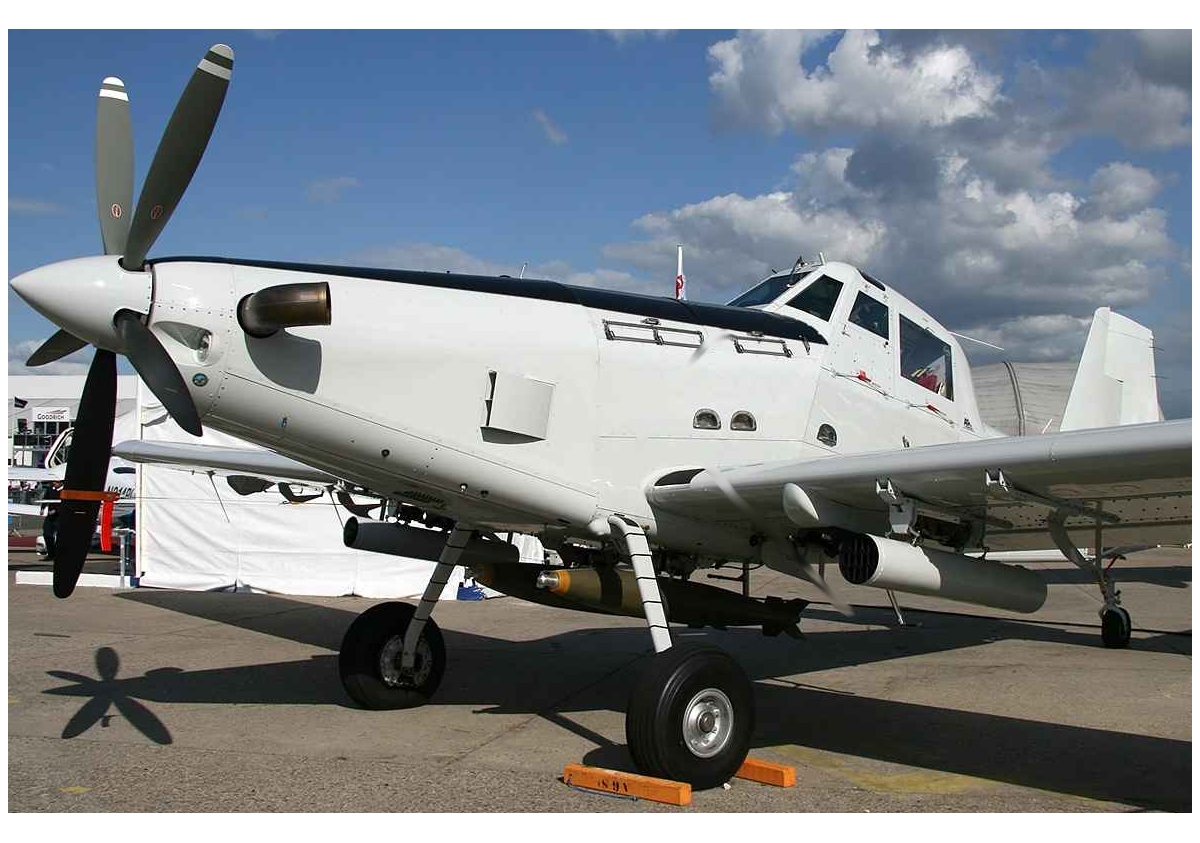
Air Tractor AT-802U, lehký vojenský bitevník

Leland Snow navrhl své první zemědělské letadlo S-1 v roce 1951 ve věku 21 let a v roce 1953 na něm dokončil letové testy. Tento typ postřikoval pole v Rio Grande Valley v Texasu a také v Nikaragui. Až do roku 1957 byl S-1 ve výrobě. Roku 1958 přesunul konstruktér výrobu do texaského města Olney, kde vznikly další typy S-2A a S-2B.
V roce 1965 Snow prodal svou firmu Snow Aeronautical konglomerátu Rockwell-Standard a byl jmenován viceprezidentem jeho divize Aero Commander. V těchto dobách byl vyvíjen typ S-2R pojmenovaný Thrush.
V roce 1970 Snow z Rockwellu odešel a následující dva roky strávil vývojem letadla Air Tractor AT-300 vycházejícího konstrukčně z typu S-2B. Tímto byla založena společnost Air Tractor. Po AT-300 následovaly varianty AT-301 a AT-302 (AT-302 v roce 1977). Další série či jednotlivé typy měly označení Air Tractor AT-400, Air Tractor AT-501, Air Tractor AT-602, Air Tractor AT-802 (AT-802 vznikl roku 1990). Firma rostla a exportovala své výrobky na mezinárodní trh.
Leland také štědře podporoval americkou asociaci zemědělského letectví (NAAA – National Agricultural Aviation Association), propagoval zemědělské letectví a angažoval se ve výcviku mladých pilotů pro tuto činnost (vyvinul k tomuto účelu – výcviku pilotů práškovacích letadel stroj AT-504). V roce 2008 dokončil autobiografii s názvem Putting Dreams to Flight. Ve stejném roce v červenci převedl vlastnictví Air Tractoru na zaměstnance v rámci Employee Stock Ownership Plan.
Jeho zálibou byl běh, zúčastnil se několika maratonů včetně newyorského. Po smrti podnikového manažera na infarkt myokardu v roce 1989 zavedl bezplatné preventivní lékařské prohlídky pro své zaměstnance.
Leland Snow zemřel 20. února 2011 ve věku 80 let nedaleko svého domu ve Wichita Falls v Texasu.